# Копемиш (Мичиген)
Копемиш (енгл. Copemish) град је у америчкој савезној држави Мичиген.

## Демографија
По попису из 2010. године број становника је 194, што је 38 (-16,4%) становника мање него 2000. године.
| Група             | 2000.       | 2010.       |
| Белци             | 208 (89,7%) | 165 (85,1%) |
| Афроамериканци    | 0 (0,0%)    | 0 (0,0%)    |
| Азијати           | 0 (0,0%)    | 0 (0,0%)    |
| Хиспаноамериканци | 8 (3,4%)    | 26 (13,4%)  |
| Укупно            | 232         | 194         |